# 関西文化学術研究都市精華・西木津地区
関西文化学術研究都市精華・西木津地区（かんさいぶんかがくじゅつけんきゅうとしせいか・にしきづちく）は、京都府木津川市と相楽郡精華町にまたがる関西文化学術研究都市の中心地区。
都市再生機構と民間各社によって住宅施設・都市的サービス施設の建設および分譲が行われ、国立国会図書館関西館などの文化学術研究施設が立地する。2000年には都市景観100選に選ばれた。

## 地理

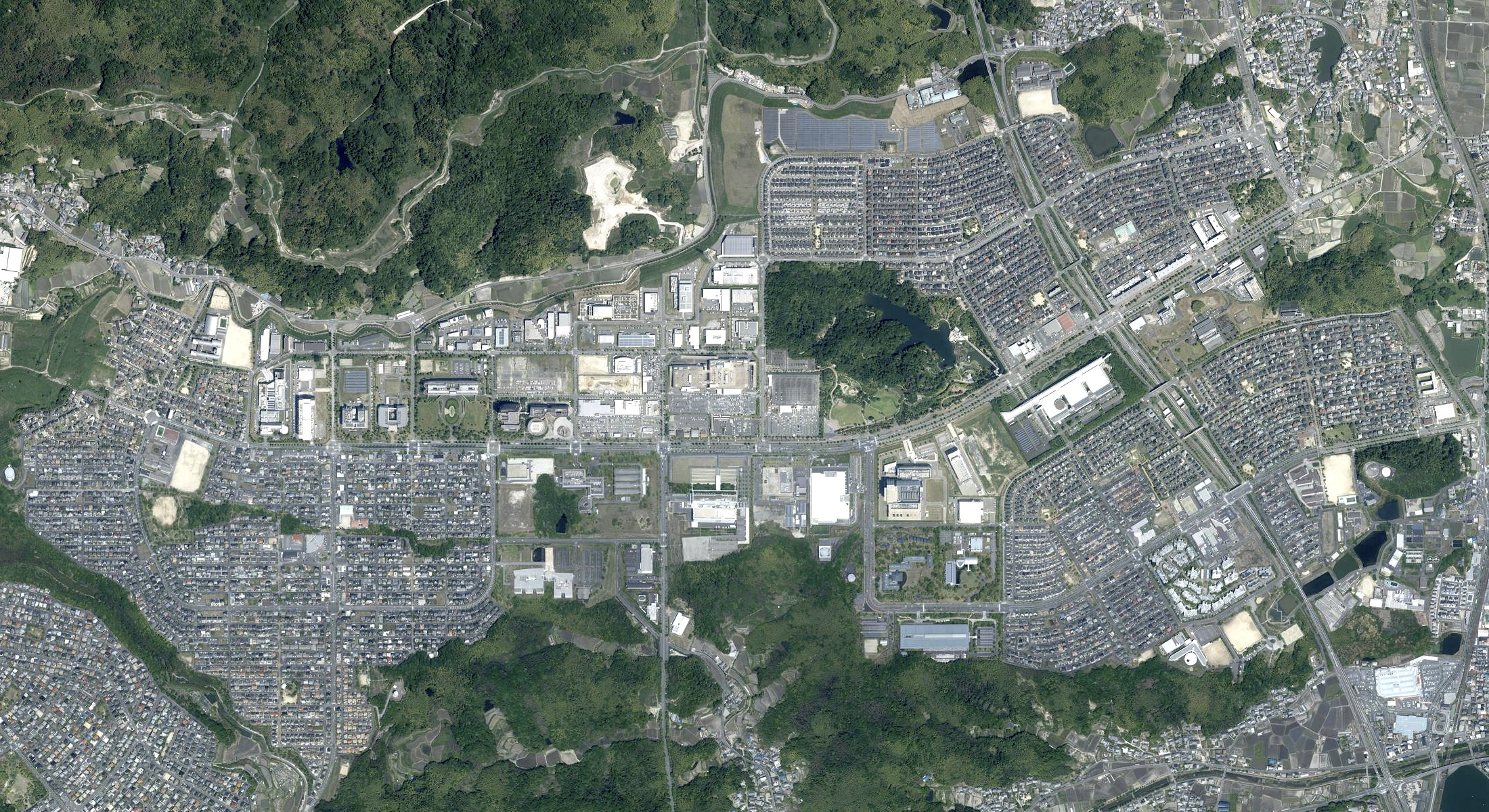
付近の航空写真

地区内には主に、木津川台、光台、精華台の3区域がある。
- 木津川市
  - 木津川台一丁目〜九丁目
  - 吐師三ツ谷・吐師天突谷・吐師大又・吐師大谷・吐師上釜ケ原・吐師坊ケ谷・吐師上柏谷のうち京都府知事が定める区域
- 精華町
  - 光台一丁目〜九丁目（旧：大字乾谷・大字柘榴・大字東谷・大字南稲八妻[4]） - 精華町の「精華」の意味や関西文化学術研究都市の中核エリアのイメージ、研究・開発に取り組むイメージから光台と命名された[4]。
  - 精華台一丁目〜九丁目（旧：大字南稲八妻[5]）
  - 大字南稲八妻小字堂所
  - 大字東畑小字荒内、大字南稲八妻小字水落・小字蔭山、大字乾谷小字谷々・小字カイノ、大字菅井小字神谷のうち京都府知事が定める区域

### 人口
2015年10月1日時点の人口は次の通り。住民のいない区域は事業所や公園などが立地する。
| 丁目   | 人口    |
| ------ | ------- |
| 一丁目 | 889人   |
| 二丁目 | 244人   |
| 三丁目 | 901人   |
| 四丁目 | -       |
| 五丁目 | 783人   |
| 六丁目 | 1,565人 |
| 七丁目 | 984人   |
| 八丁目 | 1,218人 |
| 九丁目 | -       |

| 丁目   | 人口    |
| ------ | ------- |
| 一丁目 | -       |
| 二丁目 | 85人    |
| 三丁目 | -       |
| 四丁目 | 1,416人 |
| 五丁目 | 784人   |
| 六丁目 | 1,664人 |
| 七丁目 | 1,489人 |
| 八丁目 | 1,454人 |
| 九丁目 | 843人   |

| 丁目   | 人口    |
| ------ | ------- |
| 一丁目 | 1,473人 |
| 二丁目 | 1,584人 |
| 三丁目 | 1,233人 |
| 四丁目 | 1,578人 |
| 五丁目 | 702人   |
| 六丁目 | -       |
| 七丁目 | 108人   |
| 八丁目 | -       |
| 九丁目 | -       |

## ニュータウン
学研都市がパイロット・モデル都市として建設された経緯もあり、スマートシティに関する実証試験が行われることが比較的多い。

### 近鉄ニュータウン木津川台
近畿日本鉄道と近鉄不動産が開発した住宅地。関西文化学術研究都市では最初の民間開発住宅地となる。
事業開始：1986年。事業終了：1996年。総面積：124.9ha。計画人口：8,970人。計画戸数：2,324戸。

### 光台
住宅・都市整備公団が開発した複合多機能都市。
事業名称：相楽郡都市計画事業祝園特定土地区画整理事業。事業開始：1985年。事業終了：2004年。分譲開始：1987年3月。総面積：202.4ha。計画人口：9,800人。計画戸数：2,800戸。

### けいはんな精華台
京阪電気鉄道、三井不動産、野村不動産の3社共同事業。「人と自然と文化の共生する都市」をテーマとし、「住宅ゾーン（けいはんな公園都市）」「文化学術研究ゾーン」「公園ゾーン」からなる。
事業名称：相楽郡都市計画事業精華台土地区画整理事業。事業開始：1992年。事業終了：2003年。総面積：157.7ha。計画人口：6,300人。計画戸数：1,800戸。

## 沿革

### 生い立ち
- 1985年（昭和60年）9月20日 - 相楽都市計画事業祝園特定土地区画整理事業が認可される[10]。
- 1985年（昭和60年）10月12日 - 相楽都市計画事業祝園特定土地区画整理事業起工式[10][11]。
- 1986年（昭和61年）12月 - 近鉄ニュータウン木津川台第1期区域起工式[12][13]。
- 1989年（平成元年）5月 - 近鉄ニュータウン木津川台第1期区入居開始[14]。
- 1989年（平成元年）5月 - 近鉄ニュータウン木津川台第1期区域街びらき[12][13]。
- 1989年（平成元年）5月 - 近鉄ニュータウン木津川台第1次分譲開始[15][16]。
- 1991年（平成3年）7月 - 近鉄ニュータウン木津川台第2期区域開発許可[12]。
- 1991年（平成3年）7月 - 近鉄ニュータウン木津川台第2期区域起工式[13]。
- 1991年（平成3年）8月 - 京都府が精華台土地区画整理事業の都市計画を決定[12]。
- 1992年（平成4年）1月 - 住宅・都市整備公団が光台を通称名に決定[4]。
- 1992年（平成4年）1月 - 光台入居開始[14]。
- 1992年（平成4年）3月 - 光台まちびらき[12][13]。
- 1992年（平成4年）6月1日 - 京都府が相楽都市計画事業精華台土地区画整理事業の施行認可を出す[9]。
- 1993年（平成5年）3月16日 - けいはんな精華台起工式[8][9]。
- 1994年（平成6年）9月21日 - 近鉄ニュータウン木津川台などの住民と関西文化学術研究都市の関係者の利便を図るため、新祝園駅-山田川駅間に木津川台駅が開業[16]。
- 1998年（平成10年）7月6日 - 京阪電気鉄道・三井不動産・野村不動産が共同で精華台営業室を開設[8]。
- 1999年（平成11年）10月4日 - 精華町議会で光台を行政町名とすることで議決[4]。
- 1999年（平成11年）10月23日 - けいはんな精華台街びらき・分譲開始[8][17]。京阪電気鉄道・三井不動産・野村不動産が共同でけいはんな公園都市のインフォメーションセンターを開設[8]。
- 2000年（平成12年）1月 - けいはんな精華台入居開始[13]。
- 2019年（令和元年） - 都市再生機構と民間都市開発推進機構の未利用地が解消[18]。

### オオタカの保護問題
関西文化学術研究都市の開発の際、生態学研究者からなる「オオタカの保護を考える会」の活動によってオオタカの保護問題への関心が高まるようになり、精華・西木津地区では大学院生などによって永谷池周辺でオオタカが確認されたことから、地元のPTA会長や教師、鳥類愛好家などによって「南山城のオオタカを守る会」が結成された。同会は日本鳥学会などの支援を受けながら観察を続けた結果、オオタカの繁殖行為を確認し、京都府と開発事業者に計画の見直しを求めた。これを受け、京都府は永谷池を埋め立てる計画を止め、池周辺の約14haを学研記念公園の自然保全区域として公園とすることを決定。一方、京阪電気鉄道・三井不動産・野村不動産による「けいはんな精華台」は、学研記念公園の面積拡大により計画案を再度地元行政と調整することとなったほか、京都府による生態調査のために府の認可が遅れたが、最終的に京都府はオオタカの営巣は認められないとして開発を認めた。

## 主な施設
文化学術研究施設の立地をいかし、情報通信、環境等、様々な分野における先導的な文化学術研究施設、研究開発型産業施設等の整備が進められている。

### 教育施設
- 同志社国際学院 - 木津川台7丁目
- 木津川市立木津川台小学校 - 木津川台2丁目
- 精華町立東光小学校 - 光台7丁目
- 精華町立精華西中学校 - 光台9丁目
- 精華町立精華台小学校 - 精華台1丁目

### 文化学術研究・交流施設等
- 同志社大学学研都市キャンパス - 木津川台4丁目
- オムロン京阪奈イノベーションセンタ - 木津川台9丁目
- けいはんなオープンイノベーションセンター - 木津川台9丁目・精華台7丁目
- 国際高等研究所（IIAS） - 木津川台9丁目。理化学研究所けいはんな研究支援課などが拠点を置く。
- 地球環境産業技術研究機構（RITE） - 木津川台9丁目
- けいはんなプラザ - 光台1丁目。関西文化学術研究都市推進機構、理化学研究所ガーディアンロボットプロジェクト、けいはんなフィルハーモニー管弦楽団などが拠点を置く。
  - けいはんなプラザホテル
- 国際電気通信基礎技術研究所（ATR） - 光台2丁目。理化学研究所バイオリソース研究センターなどが拠点を置く。
- NTTコミュニケーション科学基礎研究所 - 光台2丁目
- ニデック　ニデックけいはんなテクノロジーセンター・システム生産開発センター - 光台3丁目
- 京セラけいはんなリサーチセンター - 光台3丁目
- 島津製作所基盤技術研究所 - 光台3丁目
- 情報通信研究機構（NICT）ユニバーサルコミュニケーション研究所 - 光台3丁目
- パナソニックイノベーション推進部門京阪奈地区 - 光台3丁目
- けいはんな記念公園 - 精華台6丁目
  - 相楽木綿伝承館 - 水景園（有料区域）内。この地域で明治から昭和の始め頃まで織られていた相楽木綿の復元と伝承、実演を行っている。
- 国立国会図書館関西館 - 精華台8丁目
- サントリーワールドリサーチセンター - 精華台8丁目。サントリーウエルネス健康科学センター、サントリーMONOZUKURIエキスパート安全性科学センター、サントリーグローバルイノベーションセンター、サントリー生命科学財団が入居[20]。

### 産業施設
2020年3月時点で、研究開発型産業施設は49施設が立地する。
- スプレッドテクノファームけいはんな - 木津川台9丁目
- 三菱UFJ銀行関西ビジネスセンター - 木津川台9丁目・精華台7丁目
- 大幸薬品京都工場・研究開発センター - 光台1丁目
- 井上製作所 - 精華台7丁目
- カゴヤ・ジャパンけいはんなラボ - 精華台7丁目
- ダイナミックツール - 精華台7丁目
- アイエス - 精華台7丁目
- 東英産業 - 精華台9丁目
- ケーピーエス工業 - 精華台9丁目

### 商業施設
- アピタタウンけいはんな - 精華台9丁目
- ビエラタウンけいはんな - 光台1丁目、ラ・ムーやダイソーなどが入居。
- 食彩プラザ - 飲食店が入居。当初、関西文化学術研究都市センターによって大型ショッピングセンターが計画されていたが、大手スーパー8-9社全てが出店を辞退した[22]。

### 医療機関
- 吐師医療ビル
- 学研都市病院 - 精華台7丁目

### 公園・緑地
- 木津川台1号公園（木津川台中央公園） - 木津川台一丁目4番地1
- 木津川台2号公園（木馬公園） - 木津川台一丁目23番地1
- 木津川台3号公園（わんぱく公園） - 木津川台二丁目11番地1
- 木津川台4号公園（どんぐり公園） - 木津川台三丁目4番地1
- 木津川台5号公園（川舟公園） - 木津川台三丁目19番地1
- 木津川台6号公園（うるおい公園） - 木津川台五丁目4番地2
- 木津川台7号公園（ちびっこ公園） - 木津川台五丁目19番地2
- 木津川台公園 - 木津川台六丁目4番地3
- 木津川台8号公園（やすらぎ公園） - 木津川台八丁目24番地1
- 木津川台9号公園（こもれび公園） - 木津川台八丁目4番地1
- 木津川台10号公園（ぽけっと公園） - 木津川台七丁目4番地1
- 木津川台11号公園（なかよし公園） - 木津川台七丁目19番地1
- 木津川台1号緑地 - 木津川台一丁目34番地
- 木津川台2号緑地 - 吐師泉谷1番地1外
- 木津川台3号緑地 - 木津川台七丁目32番地1
- 木津川台4号緑地 - 木津川台七丁目32番地2
- 木津川台5号緑地 - 木津川台七丁目33番地1
- 木津川台6号緑地 - 木津川台九丁目4番地2
- 光台四丁目公園 - 光台四丁目21番
- 光台五丁目公園 - 光台五丁目19番
- 光台六丁目東公園 - 光台六丁目7番
- 光台六丁目西公園 - 光台六丁目36番
- 光台八丁目公園 - 光台八丁目38番
- 光台九丁目公園 - 光台九丁目13番
- 風の丘公園
- 鳥谷公園
- 春の丘公園
- ふれあい公園
- ほほえみの丘公園
- 光台緑地 - 光台四丁目10番・35番、五丁目4番・26番、六丁目20番・44番、八丁目35番・39番、九丁目16番・29番
- 畑ノ前公園（畑ノ前遺跡） - 精華台一丁目26番地
- 精華台一丁目かおり公園 - 精華台一丁目21番地1
- 精華台二丁目みのり公園 - 精華台二丁目21番地2
- 精華台三丁目あかり公園 - 精華台三丁目10番
- 精華台四丁目のぞみ公園 - 精華台四丁目12番
- けいはんな記念公園 - 精華台6丁目

### その他
- 小川 - 住宅・都市整備公団が2億9千万円を掛けて整備した京都府内では初の人工の水景施設で、全長約320m、川幅約2-7m、水深は1-7cm[23]。

### 過去にあった施設
- 大川情報通信基金 大川センター - 光台3丁目。跡地は日本電産生産技術研究所。
- 私のしごと館 - 精華台7丁目・木津川台9丁目。跡地はけいはんなオープンイノベーションセンター（KICK）。

## 遺跡
- 畑ノ前遺跡…孝謙天皇時代に実在した女官、稲蜂間仲村女の一族の居館と推定される。

## ライフライン

### ガス
- 大阪ガス - 都市ガス13A

### 電気
- 関西電力

### 上水道
- 京都府営水道
  - 木津川台配水池
- 精華町営水道
  - 光台中継加圧ポンプ場
  - 精華台華の塔配水池

### 下水道
- 公共下水道

## 交通
地区内を精華くるりんバスおよび奈良交通の路線バスが運行し、JR片町線の祝園駅と近鉄京都線の新祝園駅ならびに近鉄けいはんな線の学研奈良登美ヶ丘駅などと結んでいる。祝園駅からの系統では連節バスが使われる場合がある。また、京都駅と当地区内を結ぶ京都けいはんな線が京阪バスと奈良交通により共同運行されている。
地区内に鉄道駅はなく、木津川台からは近鉄京都線の木津川台駅が最も近い。

### 道路
地区内に京奈和自動車道の精華学研インターチェンジがある。
- 生駒精華線
- 柘榴東畑線
- 精華大通り - 共同溝工事で電気、ガス、水道が道路下に埋設されている
- 精華平城線
- 奈良精華線
- 永谷幹線
- 光台1号線
- 光台2号線
- 美濃谷幹線
- 四ツ池幹線
- ボンエルフ木津川通り
- あきにれ通り
- いちょう通り
- かえで通り
- かずのき通り
- かしのき通り
- けやき通り
- しらかし通り
- ニレノキ通り
- みずき通り
- ゆりのき通り
- 憩いの道
- 集いの道
- 恵みの道
- 和の道

## 参照元
1. ↑  “全国のニュータウンリスト”. 2020年12月6日閲覧。
2. ↑  住民基本台帳人口。“けいはんな学研都市の構成・規模”.   関西文化学術研究都市推進機構. 2020年9月20日閲覧。
3. 1 2  “関西文化学術研究都市の建設に関する基本方針”.   国土交通省. 2020年9月20日閲覧。
4. 1 2 3 4  「大字小字 134 精華町光台 学研都市の中核イメージ」『京都新聞』2007年1月23日付朝刊、山城B、第25面
5. ↑  「大字小字52 精華町北稲八間・南稲八妻 国人の『自治』、今も息づく」『京都新聞』2004年9月26日付朝刊、山城A、第22面
6. ↑  平成27年国勢調査小地域集計
7. ↑  「近畿日本鉄道80年のあゆみ」近畿日本鉄道、1990年10月1日
8. 1 2 3 4 5 6 7 8 9  「街をつなぐ、心をむすぶ」京阪エージェンシー企画、出版文化社制作、京阪電気鉄道発行、2000年10月1日、NCID BA49602930
9. 1 2 3 4 5  京阪電気鉄道経営統括室経営政策担当編「京阪百年のあゆみ」京阪電気鉄道、2011年3月24日
10. 1 2  住宅・都市整備公団関西支社編「まちづくり30年 -- 近畿圏における都市開発事業」住宅・都市整備公団関西支社、1985年12月27日、NCID　BN02420964
11. ↑  住宅・都市整備公団史刊行事務局編「住宅・都市整備公団史 資料編」住宅・都市整備公団、2000年9月、NCID BA48511997
12. 1 2 3 4 5  関西文化学術研究都市の歴史 - 木津川市
13. 1 2 3 4 5  都市建設のあゆみ - 京都府
14. 1 2  杉野圀明編「立命館大学人文科学研究所研究叢書8 関西学研都市の研究」有斐閣、1993年9月30日、ISBN 9784641099975
15. ↑  「近畿日本鉄道 創業80周年記念 最近10年のあゆみ」近畿日本鉄道、1990年10月1日、NCID BN08102644
16. 1 2  「近畿日本鉄道 100年のあゆみ」近畿日本鉄道、2010年12月、NCID BB05245458
17. ↑  京阪電気鉄道経営統括室経営政策担当編「京阪百年のあゆみ 資料編」京阪電気鉄道、2011年3月24日
18. ↑  “大型データセンターや研究所が立地、学研都市中心に”. 日本経済新聞. (2019年7月10日)
19. 1 2 3  三沢謙一編・著「共生型まちづくりの構想と現実 -- 関西学研都市の研究 」晃陽書房、2006年2月28日、ISBN 9784771017139
20. ↑  “設計から現場対応まで一貫した技術的ノウハウで、知が響きあうラボ環境づくりを提案。”.   ダルトン. 2020年9月20日閲覧。
21. ↑  “立地施設のご案内” (PDF).   関西文化学術研究都市推進機構 (2020年3月). 2020年9月20日閲覧。
22. ↑  「精華・西木津に『食彩プラザ』オープン」『朝日新聞』2002年4月26日付朝刊、京都2版、第29面
23. ↑  「歩道の真ん中に小川　学研都市に『水景施設』が完成」『朝日新聞』1994年9月27日付朝刊、京都版